# Dioctria ruficornis
Dioctria ruficornis är en tvåvingeart som först beskrevs av Olivier 1789.  Dioctria ruficornis ingår i släktet Dioctria och familjen rovflugor. Inga underarter finns listade i Catalogue of Life.